# Anton Pfeffer
Anton Toni Pfeffer (Lilienfeld, 17 augustus 1965) is een voormalig profvoetballer uit Oostenrijk, die speelde als verdediger. Hij won driemaal de Oostenrijkse landstitel en speelde 63 interlands voor het Oostenrijks voetbalelftal.

## Clubcarrière
Pfeffer maakte zijn debuut als profvoetballer bij Austria Wien tijdens het seizoen 1986/1987. Hij zou er zijn ganse loopbaan blijven voetballen tot hij in 2000 zijn loopbaan beëindigde. Tijdens de seizoenen 1990/1991, 1991/1992 en 1992/1993 werd hij met Austria Wenen drie keer Oostenrijks landskampioen en hij won ook de finale van de Beker van Oostenrijk in 1990, 1992 en 1994.

## Interlandcarrière
Pfeffer speelde 63 keer voor de nationale ploeg van Oostenrijk in de periode 1988-1999. Hij maakte zijn debuut voor Oostenrijk op 6 april 1988 in en tegen Griekenland. Met Oostenrijk nam hij deel aan de WK-eindronde van 1990 in Italië, waar hij ook meespeelde in de drie groepswedstrijden. Oostenrijk kwam niet verder dan de groepsfase. Acht jaar later maakte Pfeffer ook deel uit van de Oostenrijkse selectie tijdens het WK voetbal 1998. Pfeffer mocht opnieuw aantreden in alle groepswedstrijden.

## Een korte trainerscarrière
Pfeffer was van 12 augustus 2001 tot 21 december 2001 samen met Walter Hörmann trainer van Austria Wien.

## Erelijst
Austria Wien
- Oostenrijks landskampioen

1990/91, 1991/92, 1992/93
- Beker van Oostenrijk

1990, 1992, 1994
- Oostenrijkse supercup

1990, 1991, 1992, 1993